# Armstrong Whitworth Albemarle
Armstrong Whitworth A.W.41 Albemarle là một loại máy bay vận tải quân sự hai động cơ của Anh trong Chiến tranh thế giới II.
Albemarle ban đầu được thiết kế làm máy bay ném bom hạng trung, nhưng không được đưa vào trang bị. Thay vào đó nó được dùng cho các nhiệm vụ vận tải thông thường và đặc biệt, chở lính dù, kéo theo tàu lượn.

## Biến thể
- ST Mk I - 99 chiếc
- GT Mk I - 69
- ST Mk II - 99
- Mk III – 1 mẫu thử.
- Mk IV - 1 mẫu thử.
- ST Mk V - 49
- ST Mk VI - 133
- GT Mk VI - 117

Albemarle Mk III và Mk IV là các dự án phát triển thử nghiệm động cơ: trước dùng động cơ Rolls-Royce Merlin III, và sau dùng loại 1,600 hp (1,190 kW) Wright Double Cyclone.

## Quốc gia sử dụng
Liên Xô
 Anh Quốc
- Không quân Hoàng gia

## Tính năng kỹ chiến thuật (ST Mk I)
Dữ liệu lấy từ The Unloved Albemarle 
Đặc điểm tổng quát
- Kíp lái: 4
- Sức chứa: 10 lính dù với phiên bản ST
- Tải trọng: 4.000 lb hàng hóa (1.820 kg)
- Chiều dài: 59 ft 11 in (18,26 m)
- Sải cánh: 77 ft 0 in (23,47 m)
- Chiều cao: 15 ft 7 in (4,75 m)
- Diện tích cánh: 804 ft² (74,6 m²)
- Trọng lượng rỗng: 25.347 lb (10.270 kg)
- Trọng lượng có tải: 36.500 lb (16.556 kg)
- Trọng lượng cất cánh tối đa: 36.500 lb (16.590 kg)
- Động cơ: 2 × Bristol Hercules XI, 1.590 hp (1.190 kW)  mỗi chiếc

 Hiệu suất bay 
- Vận tốc cực đại: 230 kn (265 mph, 426 km/h) trên độ cao 10.500 ft (3.200 m)
- Vận tốc hành trình: 148 kn (170 mph, 274 km/h)
- Vận tốc tắt ngưỡng: 61 kn (70 mph,[3] 113 km/h)
- Tầm bay: 1.300 mi (2.092 km)
- Trần bay: 18.000 ft (5.486 m)
- Vận tốc lên cao: 980 ft/phút (5 m/s)

Trang bị vũ khí

- Súng: 

  - 6 × Súng máy M1919 Browning.303 in (7,7 mm)
- Bom: 4.500 lb (2.041 kg) bom